# Liste der Länderspiele der nordirischen Futsalnationalmannschaft der Frauen
Die nachfolgende Liste enthält alle Länderspiele der nordirischen Futsalnationalmannschaft der Frauen, die der Fußballverband von Nordirland, die Irish Football Association (IFA), im Jahr 2018 gegründet hat. Futsal ist die einzige von der FIFA anerkannte Variante des Hallenfußballs. Bisher wurden drei Länderspiele ausgetragen.

## Länderspielübersicht
Legende
- Erg. = Ergebnis
- n. V. = nach Verlängerung
- i. S. = im Sechsmeterschießen
- abg. = Spielabbruch
- H = Heimspiel
- A = Auswärtsspiel
- * = Spiel auf neutralem Platz
- Hintergrundfarbe grün = Sieg
- Hintergrundfarbe gelb = Unentschieden
- Hintergrundfarbe rot = Niederlage

| Nr.                    | Datum      | Erg. | Gegner      |   | Austragungsort              | Anlass                                  | Bemerkungen                                                                             |
| ---------------------- | ---------- | ---- | ----------- | - | --------------------------- | --------------------------------------- | --------------------------------------------------------------------------------------- |
| 1                      | 21.08.2018 | 3:4  | Belgien     | H | Newry, Newry Leisure Centre | Europameisterschaft 2019- Qualifikation | Erstes Heimspiel Erste Niederlage Erste Heimniederlage Erstes Länderspiel gegen Belgien |
| 2                      | 22.08.2018 | 3:8  | Schweden    | H | Newry, Newry Leisure Centre | Europameisterschaft 2019- Qualifikation | Höchste Niederlage Höchste Heimniederlage Erstes Länderspiel gegen Schweden             |
| 3                      | 24.08.2018 | 2:4  | Niederlande | H | Newry, Newry Leisure Centre | Europameisterschaft 2019- Qualifikation | Erstes Länderspiel gegen die Niederlande                                                |
| Stand: 27. August 2018 |            |      |             |   |                             |                                         |                                                                                         |

## Statistik
In der Statistik werden nur die offiziellen Länderspiele berücksichtigt.
Legende
- Sp. = Spiele
- Sg. = Siege
- Uts. = Unentschieden
- Ndl. = Niederlagen
- Hintergrundfarbe grün = positive Bilanz
- Hintergrundfarbe gelb = ausgeglichene Bilanz
- Hintergrundfarbe rot = negative Bilanz

### Gegner
| Land        | Kontinentalverband | Sp. | Sg. | Uts. | Ndl. | Torverhältnis |
| ----------- | ------------------ | --- | --- | ---- | ---- | ------------- |
| Belgien     | UEFA               | 1   | 0   | 0    | 1    | 3:4           |
| Niederlande | UEFA               | 1   | 0   | 0    | 1    | 2:4           |
| Schweden    | UEFA               | 1   | 0   | 0    | 1    | 3:8           |
| Gesamt      | Gesamt             | 3   | 0   | 0    | 3    | 08:16         |

### Kontinentalverbände
| Kontinentalverband                 | Sp. | Sg. | Uts. | Ndl. | Torverhältnis |
| ---------------------------------- | --- | --- | ---- | ---- | ------------- |
| AFC (Asien)                        | 0   | 0   | 0    | 0    | 0:0           |
| CAF (Afrika)                       | 0   | 0   | 0    | 0    | 0:0           |
| CONCACAF (Nord- und Mittelamerika) | 0   | 0   | 0    | 0    | 0:0           |
| CONMEBOL (Südamerika)              | 0   | 0   | 0    | 0    | 0:0           |
| OFC (Ozeanien)                     | 0   | 0   | 0    | 0    | 0:0           |
| UEFA (Europa)                      | 3   | 0   | 0    | 3    | 08:16         |
| Gesamt                             | 3   | 0   | 0    | 3    | 08:16         |

### Anlässe
| Anlass                                   | Sp. | Sg. | Uts. | Ndl. | Torverhältnis |
| ---------------------------------------- | --- | --- | ---- | ---- | ------------- |
| Europameisterschaft-Qualifikationsspiele | 3   | 0   | 0    | 3    | 08:16         |
| Freundschaftsspiele                      | 0   | 0   | 0    | 0    | 0:0           |
| Gesamt                                   | 3   | 0   | 0    | 3    | 08:16         |

### Spielarten
| Spielart                       | Sp. | Sg. | Uts. | Ndl. | Torverhältnis |
| ------------------------------ | --- | --- | ---- | ---- | ------------- |
| Heimspiele (H)                 | 3   | 0   | 0    | 3    | 08:16         |
| Spiele auf neutralem Platz (*) | 0   | 0   | 0    | 0    | 0:0           |
| Auswärtsspiele (A)             | 0   | 0   | 0    | 0    | 0:0           |
| Gesamt                         | 3   | 0   | 0    | 3    | 08:16         |

### Austragungsorte
| Austragungsort | Land       | Sp. | Sg. | Uts. | Ndl. | Torverhältnis |
| -------------- | ---------- | --- | --- | ---- | ---- | ------------- |
| Newry          | Nordirland | 3   | 0   | 0    | 3    | 08:16         |
| Gesamt         | Gesamt     | 3   | 0   | 0    | 3    | 08:16         |

### Spielergebnisse
|      | Gegentore | Gegentore | Gegentore | Gegentore | Gegentore | Gegentore | Gegentore | Gegentore | Gegentore |
| Tore | 0         | 1         | 2         | 3         | 4         | 5         | 6         | 7         | 8         |
| ---- | --------- | --------- | --------- | --------- | --------- | --------- | --------- | --------- | --------- |
| 0    | -         | -         | -         | -         | -         | -         | -         | -         | -         |
| 1    | -         | -         | -         | -         | -         | -         | -         | -         | -         |
| 2    | -         | -         | -         | -         | 1         | -         | -         | -         | -         |
| 3    | -         | -         | -         | -         | 1         | -         | -         | -         | 1         |